# Jochen Bartsch
Jochen Bartsch (* 30. Dezember 1906 in Striegau in Schlesien als Joachim Walter Carl Rudolf Bartsch; † 24. September 1988 in Gauting) war ein deutscher Grafiker, Keramiker und Illustrator.

## Leben
Bartsch studierte Keramik an der Kunsthochschule in Bunzlau (Bolesławiec) sowie an der Kunstgewerbeschule Breslau bei Paul Hampel. In Deutschland setzte Bartsch das Studium an der Münchner Kunstgewerbeschule fort, unter anderem bei Fritz Hellmut Ehmcke und Walther Teutsch. Er ist insbesondere durch seine Illustrationen für zahlreiche Kinderbücher von James Krüss und Max Kruse bekannt. Außerdem entwarf er die Cover der beiden ersten deutschsprachigen Bände von Die drei ???. Der Künstler lebte seit 1938 in Gauting bei München.

## Werke
- Wolfgang Hildesheimer: Das Paradies der falschen Vögel, München: Desch 1953
- Ursula von Kardorff: Man muss sich nur zu helfen wissen, München: List 1954
- Marielis Hoberg: Heiner und Elsi fahren nach Afrika, Freiburg: Herder 1956.
- Ursula von Kardorff: So reist man gut, Hamburg: Constanze 1956
- James Krüss: In Tante Julies Haus. Oetinger Verlag, Hamburg (Illustrationen).
- James Krüss: Geschichten aus allen Winden oder Sturm um Tante Julies Haus. Oetinger Verlag, Hamburg (Illustrationen).
- James Krüss: Mein Urgrossvater und ich. Oetinger Verlag, Hamburg (Illustrationen)
- James Krüss: Mein Urgrossvater, die Helden und ich. Oetinger Verlag, Hamburg (Illustrationen)
- James Krüss: Pauline und der Prinz im Wind. Oetinger Verlag, Hamburg 1964 (Illustrationen)
- Max Kruse: Windkinder. Ensslin, 1968 (Illustrationen)
- Gyula Krúdy: Flick der Vogelfeind. Auer, Donauwörth 1999 (Illustrationen)
- Marianne Riemann: Der Schwindelschlemihl. Auer, Donauwörth 1994 (Illustrationen)
- Sibylle Mews: Tschilp: eine Spatzengeschichte. Auer, Donauwörth 1994 (Illustrationen)
- Wolfgang Ecke: Die Jagd nach dem gelben Krokodil. Ravensburger (Illustrationen)
- Robert Arthur: Die drei ??? und das Gespensterschloß (Schutzumschlag)
- Robert Arthur: Die drei ??? und die flüsternde Mumie (Schutzumschlag)